# Бреан (Приморје)
Бреан (фр. Bréhand) насеље је и општина у северозападној Француској у региону Бретања, у департману Приморје која припада префектури Сен Бријек.
По подацима из 2011. године у општини је живело 1473 становника, а густина насељености је износила 59,04 становника/km². Општина се простире на површини од 24,95 km². Налази се на средњој надморској висини од 82 метара (максималној 150 m, а минималној 58 m).

## Демографија
| 1962. | 1968. | 1975. | 1982. | 1990. | 1999. | 2011. |
| ----- | ----- | ----- | ----- | ----- | ----- | ----- |
| 1.290 | 1.307 | 1.247 | 1.369 | 1.287 | 1.271 | 1.473 |

График промене броја становника у току последњих година